# Diocèse de Hakha
Le diocèse de Hakha (en latin: Dioecesis Hakhanensis) est un siège épiscopal de l'Église catholique en Birmanie, suffragant de l'archidiocèse de Mandalay. En 2010, il comptait 31.624 baptisés pour 485.247 habitants. Il est tenu par Mgr Lucius Hre Kung.

## Territoire
Le diocèse comprend l'État Chin et la partie septentrionale du district de Sagaing.
Le siège épiscopal est la ville de Hakha, où se trouve la cathédrale Saint-Joseph.
Le territoire est subdivisé en 31 paroisses.

## Histoire
Le diocèse est érigé le 21 novembre 1992, recevant son territoire de l'archidiocèse de Mandalay.
Le 22 mai 2010, il cède une portion de territoire à l'avantage du nouveau diocèse de Kalay.

## Ordinaires
- Nicholas Mang Thang (21 novembre 1992 - 30 novembre 2011)
- Lucius Hre Kung, depuis le 19 octobre 2013

## Statistiques
En 2010, le diocèse comptait 31.624 baptisés pour 485.247 habitants (6,5%), 44 prêtres diocésains, 56 religieuses dans 31 paroisses.